# Кривава королева
«Кривава королева» (англ. Queen of Blood) — фільм американського кінорежисера Кертіса Гаррінгтона. Фільм так званої категорії В.
Прем'єри фільму відбулися у: США (березень 1966 рік), Іспанія (1 грудня 2003 року, Міжнародний кінофестиваль в Сіджасі).

## Сюжет
Увійшовши в контакт з прибульцями, група вчених дізнається про їх швидке прибуття на Землю. Однак по дорозі інопланетний корабель зазнає аварії, і на місце аварії вирушає рятувальна експедиція. Виявивши чужопланетянку, що вижила, астронавти забирають її на борт, де незабаром знаходять знекровлені тіло одного з членів команди…

## Цікаві дані
- Сценарій написаний на основі радянського фільму  — «Мрії назустріч».
- Були використані спецефекти з радянського фільму — «Небо кличе».

## Актори
- Джон Сексон — Аллан Бреннер
- Бейзіл Ретбоун — Лікар Фаррадей
- Джуді Мередіт — Лаура Джеймс
- Денніс Гоппер — Пауль Грант
- Флоранс Марлі — чужа королева
- Роберт Бун — Андерс Брокман
- Дон Ейтнер — Тоні Баррата
- Вьорджил Фрай
- Роберт Портер молодший
- Террі Лі
- Форрест Екерман молодший — помічник лікаря Фаррадея
- Т. Почепа — чужопланетянка